# Jaillon

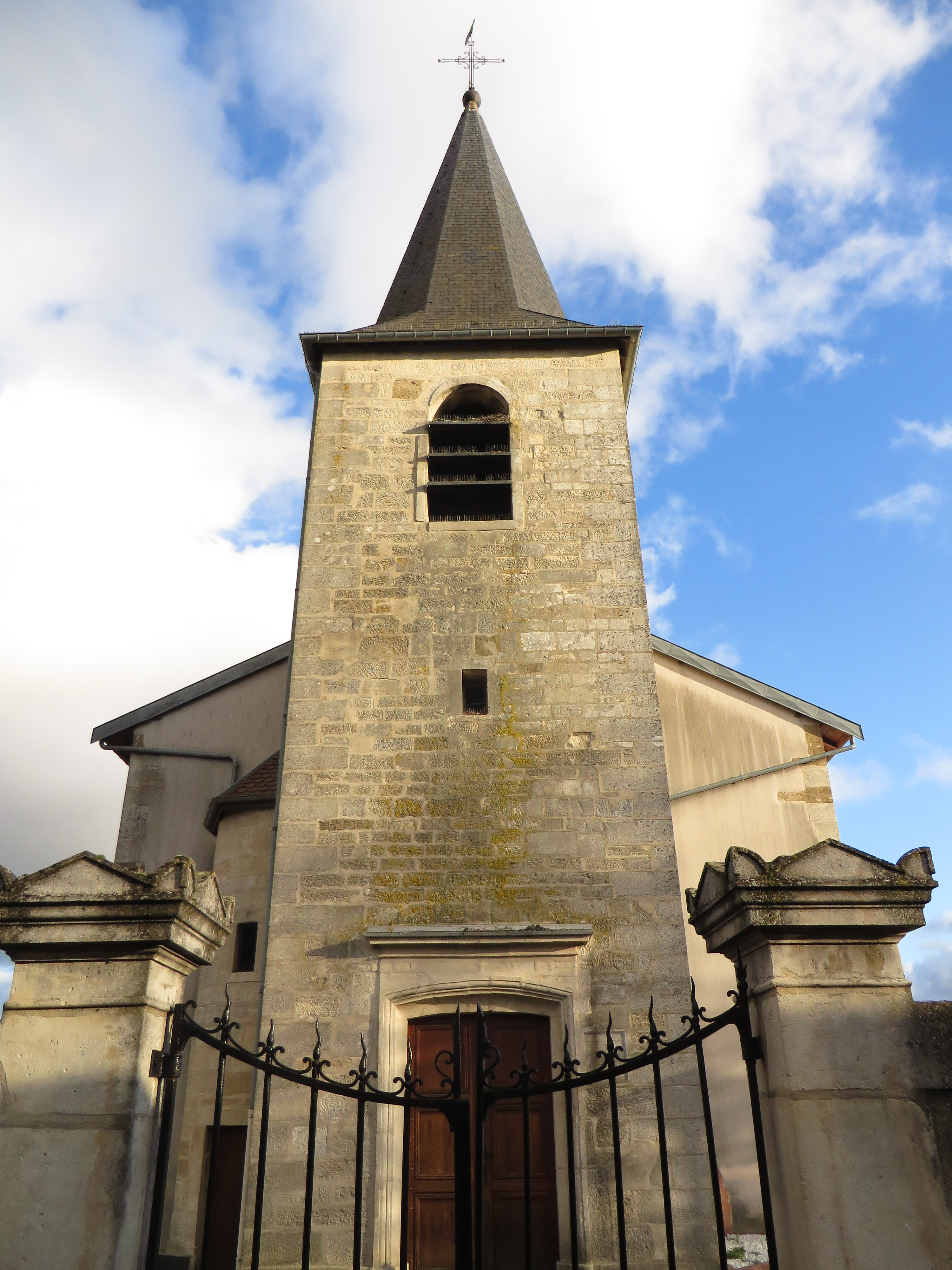
Kościół św. Gorgona (2014)

Jaillon – miejscowość i gmina we Francji, w regionie Grand Est, w departamencie Meurthe i Mozela.
Według danych na rok 1990 gminę zamieszkiwało 249 osób, a gęstość zaludnienia wynosiła 33 osoby/km² (wśród 2335 gmin Lotaryngii Jaillon plasuje się na 798. miejscu pod względem liczby ludności, natomiast pod względem powierzchni na miejscu 786.).

## Populacja

Populacja Jaillon w latach 1962–2008